# João Floriano Loewenau
Dom Frei João Floriano Loewenau, OFM (Snopken, 24 de maio de 1912 — Florianópolis, 4 de junho de 1979) foi um bispo católico polonês, primeiro bispo prelado da Prelazia de Óbidos.